# Henriette de Nevers (1571-1600)
Pour les articles homonymes, voir Henriette de Nevers.
Pour les autres membres des familles, voir Maison Gonzague.
Henriette de Nevers ou Henriette de Gonzague de Clèves, parfois prénommée Marie Henriette, est une aristocrate française de la Maison de Gonzague, née le 3 septembre 1571 à Paris (France) et morte le 19 octobre 1600 à Paris.
Henriette est le deuxième enfant et la fille puînée de Louis IV (1539-1595), duc de Nevers et de Rethel et d'Henriette de Nevers (1542-1601). Elle a pour parrain le duc Henri d'Anjou qui devient trois ans plus tard le roi Henri III.
Elle épouse, en février 1599, Henri de Mayenne, fils du chef ligueur repenti Charles de Mayenne de la maison de Guise. Leur mariage qui se déroule à l'issue des guerres de religion est un exemple symbolique de réconciliation à la cour entre le parti royaliste fidèle à Henri IV et les anciens ligueurs.
Le couple n'a pas d'enfants. Henriette meurt en couches en son hôtel de Mayenne à Paris, en 1600, dans sa 30e année.